# Пальмгрен, Вальфрид
Альфхильд Вальфрид Матильда Пальмгрен Мунк-Петерсен (швед. Alfhild Valfrid Matilda Palmgren Munch-Petersen; 3 июня 1877 года, Стокгольм, Швеция — 6 декабря 1967 года, Гентофте, Дания) — шведский и датский педагог, общественный и политический деятель. Реформировала шведскую систему библиотек, открыла первые в Дании и Швеции бесплатные публичные библиотеки.

## Биография
Вальфрид Пальмгрен родилась в семье Карла Эдварда Пальмгрена (швед. Karl Edvard Palmgren; 1840—1910) и его супруги Иды Терезии Пол (швед. Ida Therése Pohl; 1853—1937). Получила образование в школе отца, которая была первой школой совместного обучения в Европе, и сама работала там в качестве учителя с 1896 по 1890 год. В 1905 году получила степень доктора философских наук в Уппсальском университете и работала ассистентом в Национальной библиотеке Швеции.
Пальмгрен активно работала над реформами в системе шведских библиотек, требуя, чтобы бесплатные публичные библиотеки существовали в каждом городе и были открыты для всех желающих, а также являлись свободными от политической, коммерческой и религиозной цензуры. Представители консервативного правительства премьер-министра Арвида Линдмана попросили Вальфрид разработать новую политику в отношении библиотек, основанную на международном опыте Пальмгрен и идее народного просвещения. В 1910 году Пальмгрен была избран в городской совет Стокгольма от Консервативной партии.
В 1911 году Вальфрид вышла замуж за датского гидротехника Йона Юлиуса Мунка-Петерсена (швед. Jon Julius Munch-Petersen; 1873—1939) и переехала в Данию. У пары родилось четыре сына, включая ставшего впоследствии известным писателем и художником Густава Мунка-Петерсена (швед. Gustaf Munch-Petersen; 1912—1938). В 1918 году Пальмгрен стала членом совета публичных библиотек в Копенгагене, позднее — членом совета муниципальной библиотеки Копенгагена и лектором в Копенгагенском университете.

## Награды
В 1932 году Вальфрид Пальмгрен была вручена золотая медаль Иллис кворум, вручаемая от имени короля Швеции. В 1955 году она была удостоена звания почётного доктора Уппсальского университета.